# Sergiu al VII-lea de Neapole

Sudul Italiei la 1112.

Sergiu al VII-lea (d. 30 octombrie 1137) a fost ultimul dux (sau magister militum) de Neapole.
Sergiu a succedat tatălui său Ioan al VI-lea de Neapole pe tronul napolitan în 1120 sau 1123, într-un moment în care normandul Roger al II-lea al Siciliei se afla în plină ascensiune a puterii. Atunci când Roger a succedat ca duce de Apulia în 1127, iar apoi a fost încoronat ca rege al Siciliei în 1130, soarta Neapolelui depindea de relațiile lui Sergiu pe lângă curtea din Sicilia.
În 1131 Roger a solicitat din partea locuitorilor din Amalfi primirea dreptului de a apăra orașul și cheile castelelor lor. Când cetățenii orașului au refuzat, Sergiu a pregătit mai întâi sprijinirea lor cu o flotă, însă amiralul George de Antiohia a blocat portul cu o flotă mai numeroasă, iar Sergiu a trebuit să se supună luiRoger. Potrivit cronicarului Alexandru din Telese, Napoli, "care, din vremurile romane, putea doar cu mare dificultate să fie cucerit prin forța sabiei, acum s-a supus lui Roger doar prin forța unei vești." Prestigiul lui Sergiu nu se afla la cote înalte, astfel încât tot sudul Italia se afla acum în mâinile lui Roger.
În 1134 Sergiu a sprijinit rebeliunea condusă de principele normand Robert al II-lea de Capua și de contele Rainulf al II-lea de Alife, însă a evitat orice confruntare directă cu regele Roger. După ce Capua a capitulat, el a prestat omagiu față de rege. Însă anul următor, la 24 aprilie 1135, o flotă pisană sub comanda exilatului Robert de Capua a pus ancora în Napoli. Transportând întăriri de 8.000 de oameni, flota a ridicat moralul rebelilor și curând o revoltă pe scară largă împotriva lui Roger a reizbucnit. Sergiu a trebuit să îl primească pe Rainulf, care se afla în aceeași poziție ca și el: de revoltă împotriva regelui față de care recent prestase jurământul de fidelitate. Conducătorii rebelilor—Robert, Rainulf și Sergiu—au fost asediați în Napoli până în primăvara anului 1136. Până atunci, mulți oameni au murit de pe urma foametei. Totuși, potrivit istoricului simpatizant al cauzei rebelilor Falco de Benevento, Sergiu și napolitanii săi nu au cedat, "preferând să moară de foame decât să își coboare gâturile în fața puterii unui rege rău." Blocada navală asupra Neapolelui avea unele fisuri, iar Sergius a fost în stare să se strecoare spre Pisa pentru a face rost de noi provizii, iar cu altă ocazie Robert de Capua a reușit același lucru. O armată de sprijin, comandată de nimeni altul decât împăratul german împăratul Lothar al III-lea în persoană, se apropia de Napoli pentru a-l salva, drept pentru care Roger a ridicat asediul.
Lothar a plecat imediat după ce a cucerit aproape întreg sudul Italiei, astfel încât Roger a putut să își reia posesiunile pierdute. Sergiu a îngenunchiat din nou în fața lui prestând omagiu, încercând prin aceasta să cruțe orașul de la un nou asediu. Sergiu a fost iertat și l-a însoțit pe Roger într-o expediție împotriva fostului aliat Rainulf, devenit între timp duce de Apulia. În 30 octombrie, în bătălia de la Rignano, el și Roger al II-lea, ca și fiul omonim al lui Roger, au fost înfrânți, Sergiu însuși căzând în luptă.
Destul de ironic, înfrângerea lui Roger la Rignano a deschis calea acestuia pentru ocuparea Neapolelui însuși, dat fiind că Sergiu a murit fără a avea urmași, iar nobilimea napolitană nu a reușit să ajungă la un acord asupra succesorului ducal. Roger a absorbit în cele din urmă Ducatul de Neapole în noul său regat în 1139, când papa Inocențiu al II-lea și nobilimea napolitană l-au acceptat ca duce pe tânărul Alfons de Hauteville.